# Jesse Puts
Jesse Puts (Utrecht, 1 de agosto de 1994) es un deportista neerlandés que compite en natación, especialista en el estilo libre.
Ganó seis medallas en el Campeonato Mundial de Natación en Piscina Corta entre los años 2016 y 2021, una medalla de plata en el Campeonato Europeo de Natación de 2021 y cinco medallas en el Campeonato Europeo de Natación en Piscina Corta entre los años 2015 y 2023.

## Palmarés internacional
| Campeonato Mundial en Piscina Corta | Campeonato Mundial en Piscina Corta | Campeonato Mundial en Piscina Corta | Campeonato Mundial en Piscina Corta |
| Año                                 | Lugar                               | Medalla                             | Prueba                              |
| ----------------------------------- | ----------------------------------- | ----------------------------------- | ----------------------------------- |
| 2016                                | Windsor (Canadá)                    | Medalla de oro                      | 50 m libre                          |
| 2016                                | Windsor (Canadá)                    | Medalla de plata                    | 4 × 50 m libre                      |
| 2018                                | Hangzhou (China)                    | Medalla de plata                    | 4 × 50 m libre                      |
| 2018                                | Hangzhou (China)                    | Medalla de plata                    | 4 × 50 m estilos                    |
| 2021                                | Abu Dabi (EAU)                      | Medalla de plata                    | 4 × 50 m libre mixto                |
| 2021                                | Abu Dabi (EAU)                      | Medalla de bronce                   | 4 × 50 m libre                      |
| Campeonato Europeo                  |                                     |                                     |                                     |
| Año                                 | Lugar                               | Medalla                             | Prueba                              |
| 2021                                | Budapest (Hungría)                  | Medalla de plata                    | 4 × 100 m libre                     |
| Campeonato Europeo en Piscina Corta |                                     |                                     |                                     |
| Año                                 | Lugar                               | Medalla                             | Prueba                              |
| 2015                                | Netanya (Israel)                    | Medalla de bronce                   | 4 × 50 m libre                      |
| 2021                                | Kazán (Rusia)                       | Medalla de oro                      | 4 × 50 m libre                      |
| 2021                                | Kazán (Rusia)                       | Medalla de oro                      | 4 × 50 m libre mixto                |
| 2021                                | Kazán (Rusia)                       | Medalla de bronce                   | 4 × 50 m estilos                    |
| 2023                                | Otopeni (Rumania)                   | Medalla de bronce                   | 4 × 50 m estilos                    |